# Der kleine Sackpfeifer
Der kleine Sackpfeifer ist ein Märchen. Es ist in den Irischen Elfenmärchen der Brüder Grimm an Stelle 5 enthalten, die sie 1825 aus Fairy legends and traditions of the South of Ireland von Thomas Crofton Croker übersetzten.

## Inhalt
Michael Flanigan und Judy Muldun an den Grenzen von Tipperary haben drei schöne Söhne und einen kranken, der frisst und kreischt. Man hält ihn für einen Wechselbalg. Beim Besuch des Sackpfeifers Tim Carrol zeigt er extremes Musiktalent. Zu seinem Lied muss alles tanzen, damit spielt er immer schlimmere Streiche. Deshalb muss die Familie auf ein neues Gut ziehen. Als sie auf eine Brücke kommen, schimpft er und springt, von Vaters Peitsche getroffen, in den Fluss. Dort spielt er auf einer Welle, dann zieht es ihn fort. Man glaubt, er ging zu den Elfen.

## Anmerkung
Grimms Anmerkung berichtet zu den im Text vorkommenden Vorschlägen, eine Kindsvertauschung durch Elfen rückgängig zu machen, ähnliches aus verschiedenen Ländern, auch zum Schutz des noch ungetauften Kindes. Sie vergleichen KHM 108 Hans mein Igel, Deutsche Sagen Nr. 82 Der Wechselbalg und Nr. 83 Die Wechselbälge im Wasser, ein plattdeutsches Gedicht von Zeno (Bruns Sammlung S. 26 ff.) und faroische Liedersammlung S. 294. Dass die Katze, wie im Text, beim Umzug nicht mit darf, besonders nicht über Wasser, ist ein anderer Aberglaube. 
Vgl. Nr. 6 Die Brauerei von Eierschalen, Nr. 7 Der Wechselbalg, Nr. 8 Die beiden Gevatterinnen; KHM 39 Die Wichtelmänner.